# John Ebsen
Pour les articles homonymes, voir Ebsen.
John Bohn Ebsen Kronborg, né le 15 novembre 1988 à Holstebro, est un coureur cycliste danois.

## Palmarès
- 2012[1]
  - 4e étape du Tour de Singkarak
  - Taiwan KOM Challenge
- 2013
  - 3e étape du Tour de Java oriental
  - 2e du Tour de l'Ijen
  - 3e du Tour des Philippines
- 2014
  - Miaoli District Club Race
  - Mount Washington Hillclimb
  - Taiwan KOM Challenge
  - 2e du Tour de Java oriental
- 2015
  - 2e du Tour du lac Poyang
  - 2e du Taiwan KOM Challenge
- 2017
  - 3e du Taiwan KOM Challenge
- 2018
  - Taiwan KOM Challenge
- 2020
  - Taiwan KOM Challenge
- 2022
  - Taiwan KOM Challenge

## Classements mondiaux
| Année           | 2012 | 2013 | 2014 | 2015 | 2016   | 2017 | 2018 |
| --------------- | ---- | ---- | ---- | ---- | ------ | ---- | ---- |
| UCI Asia Tour   | 88e  | 55e  | 40e  |      | 331e   | 444e | 366e |
| UCI Europe Tour |      |      |      |      | 1 711e |      |      |